# Обрушение Басманного рынка
Басма́нный ры́нок (до 1994 года — Ба́уманский) — московский рынок в Басманном районе, располагался на Бауманской улице. Работал с 1975 по 2006 год: 23 февраля 2006 года обрушилась крыша рынка. При обрушении и последовавшем пожаре погибло 68 человек.

## История
Исторически на территории современного Басманного района (между улицами Фридриха Энгельса, Ладожской и Волховским переулком) располагался Немецкий рынок, прекративший существование после революции 1917 года. Тем не менее торговля на территории бывшей исторической застройки продолжалась до середины 1970-х годов в формате колхозного рынка, работавшего по выходным дням.
В 1974 году на Бауманской улице началось строительство двухэтажного рынка по проекту архитектора Льва Гильбурда. Кровлю, по форме напоминавшую чашу диаметром 90 метров, проектировал инженер Нодар Канчели, работавший в институте «Моспроект-3». Здание стало одним из первых крупных сооружений нового типа под «висячим куполом» с опорой на периметр здания, возводившихся в рамках обновления Москвы к Олимпиаде 1980 года. Крыша рынка была первой работой Нодара Канчели, отмеченной архитекторами не только в СССР, но и в мире: в Лондоне её включили в десятку лучших архитектурных проектов 1974 года.
Колхозный рынок, открытый в 1975 году, получил название в честь улицы — Бауманский. На его территорию переместилась торговля сезонными продуктами с бывшего Немецкого рынка. В 1990-е годы он продолжил работу как государственное унитарное предприятие, в 1994-м был переименован в Басманный в честь района. С момента постройки рынок ни разу не ремонтировался, тросы, державшие перекрытия, покрылись ржавчиной, бетонные конструкции были деформированы от сырости. Также на нём действовала нелегальная ночлежка для продавцов-мигрантов, постояльцы которой меняли внутреннюю планировку здания для собственных нужд. В 1997 году рынок реконструировали и расширили к 850-летию Москвы. Под торговые точки был задействован второй этаж здания, однако полноценного капитального ремонта не последовало. В 2001-м правительство Москвы приняло постановление о реконструкции Басманного рынка, однако на практике оно не было реализовано, так как сроки преобразований не уточнялись.
В 2002 году пост директора Басманного рынка занял Марк Мишиев, учредителем предприятия с правами собственника значился Департамент имущества Москвы. На территории торгового комплекса было предусмотрено 258 точек, часть из которых работала круглосуточно, несмотря на запрет СанПиНа. Продавцы-мигранты продолжали жить на рынке, ночами здесь закупались уличные торговцы, а часть продукции размещалась на втором этаже, не приспособленном для хранения больших объёмов товара.
В 2003-м Басманный рынок был включён в перечень объектов, подлежащих обязательной приватизации, составленный властями города, но уже год спустя исключён оттуда. Через год правительство Москвы приняло решение о строительстве на его территории торгово-офисного центра с гостиницей и подземным гаражом. В 2005-м снова планировалось запустить процесс приватизации рынка, его техническое состояние оставалось неудовлетворительным: в декабре 2005-го прокуратура Басманного района вынесла предписание директору рынка Марку Мишиеву о недопустимости нарушений при эксплуатации здания.
К началу 2006 года на Басманном рынке продавались продукты питания, товары массового потребления, строительные материалы. Ежедневно его посещало около 4 тысяч человек.

## Обрушение

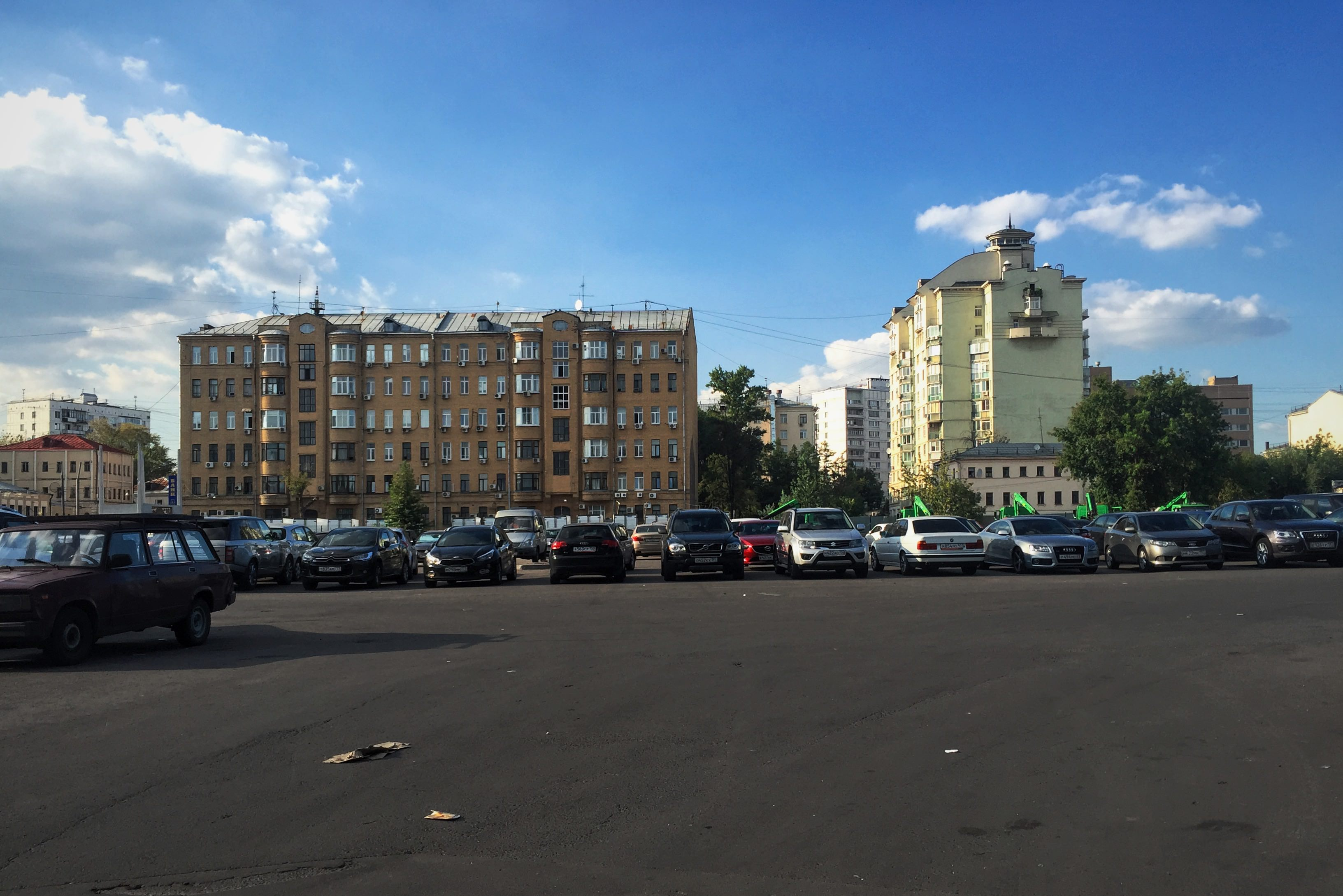
Парковка на месте бывшего рынка, 2016 год

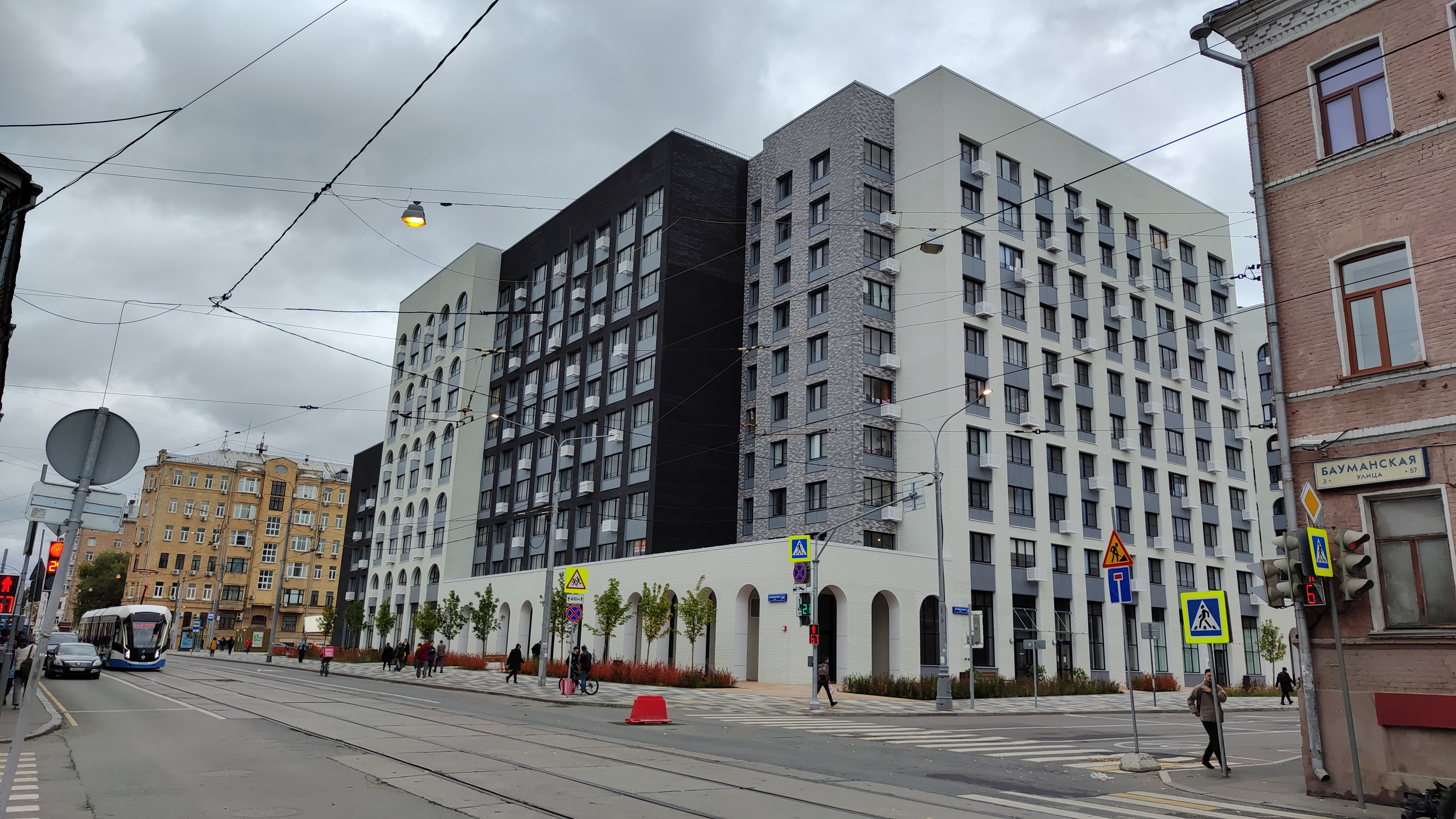
Жилой дом на месте бывшего рынка, сентябрь 2022 года

Утром 23 февраля 2006 года в 5 часов 20 минут по московскому времени произошло обрушение крыши Басманного рынка, вскоре в здании начался пожар. В результате трагедии погибли 68 человек. Среди них были граждане России, Грузии, Азербайджана, Таджикистана и Узбекистана, работавшие на рынке. Ещё 33 человека получили травмы различной степени тяжести. Площадь обрушения составила более 3 тысяч м², в спасательной операции приняли участие 993 человека.
Вскоре после происшествия появились основные версии случившегося: ошибка проектирования, нарушение правил эксплуатации здания, ненадлежащее исполнение обязанностей должностными лицами при осмотре технического состояния здания. Версия теракта была отвергнута практически сразу, об этом заявил мэр Москвы Юрий Лужков.
По факту обрушения Басманного рынка было возбуждено уголовное дело по статье 109, часть 3 (причинение смерти по неосторожности двум и более лицам) и части 3 статьи 293 УК РФ (халатность). На следующий день после обрушения прокуратура Москвы задержала Марка Мишиева, однако уже 6 марта Замоскворецкий районный суд освободил директора рынка из-под стражи, отказав прокуратуре Москвы в аресте, в конце марта это решение поддержал и Московский городской суд, уголовное дело было приостановлено.
Ещё одним подозреваемым стал Нодар Канчели. Архитектор уже обвинялся в причинении смерти по неосторожности в 2004 году после обрушения крыши спроектированного им аквапарка «Трансвааль», унесшего жизни 28 человек. Впоследствии эксперты исключили возможность обрушения здания рынка из-за проектных недостатков и подозрения с Канчели были сняты.
Комиссия установила, что непосредственной причиной трагедии стал обрыв одного из тросов, на которых держалась крыша: он был испорчен коррозией и перегружен из-за внеплановой перестройки здания и отсутствия капитального ремонта. Утеплитель кровли, по заявлениям экспертов, «местами находился в переувлажнённом состоянии, а некоторые элементы несущих конструкций оболочки имели коррозийный износ до 50 %».
21 апреля 2006 года ГУП «Басманный рынок» закрыли, а его сотрудников уволили. После ликвидации последствий катастрофы территория бывшего рынка была расчищена, в СМИ распространялась информация о постройке на ней различных объектов: музея современного искусства, библиотеки либо торгового центра. В 2014-м Комитет по архитектуре и градостроительству города Москвы сообщил о возможном строительстве на месте Басманного рынка жилого дома, спортивного комплекса с бассейном, сквера и нового здания для Немецкого культурного центра имени Гёте, но этот проект не был осуществлён.
В 2008 году следствие заявило об отсутствии виновных в обрушении Басманного рынка. В 2009-м Марк Мишиев был повторно арестован с предъявлением прежних обвинений, но вскоре отпущен. В 2010 году генеральный прокурор России Юрий Чайка направил дело на дорасследование, по состоянию на 2018-й оно не было завершено.
На 2022 год на месте бывшего рынка расположен жилой дом с адресом улица Бауманская, дом 47. Дом оформлен в чёрно-белой цветовой гамме.